# Va petit mousse
Va petit mousse è un cortometraggio muto del 1907. Il nome del regista non viene riportato nei credit.

## Trama
Un ragazzino, imbarcato su un peschereccio come mozzo, è perseguitato da un bullo  che si diverte a malmenarlo. Il mozzo sopporta tutto e arriva addirittura a scrivere alla nonna, per tranquillizzarla, che tutto procede bene e che sta imparando un sacco di cose. Durante una tempesta, uno dei marinai finisce in acqua dove sta per annegare. Nessuno ha la presenza di spirito di aiutarlo, tranne  il ragazzo che, buttandosi in mare, riesce a salvarlo. Poi, però, sopraffatto dallo sforzo, sviene. Il marinaio, un omone grande e grosso, prende in braccio il suo salvatore e, dalla spiaggia dove sono approdati, lo porta fino in città e poi alla casupola dove vive, sempre in ansia, la nonna del ragazzo.

## Produzione
Il film fu prodotto dalla Pathé Frères.

## Distribuzione
Distribuito dalla Pathé Frères, il film - un cortometraggio di 245 metri - uscì nelle sale francesi nel 1907. La Pathé lo distribuì anche negli Stati Uniti, dove venne importato e presentato l'11 gennaio 1908  con il titolo inglese Go, Little Cabin Boy.